# Залучье (Ивано-Франковская область)
Залучье (укр. Залуччя) — село в Матеевецкой сельской общине Коломыйского района Ивано-Франковской области Украины.
Население по переписи 2001 года составляло 692 человека. Занимает площадь 9.57 км². Почтовый индекс — 78284. Телефонный код — 03433.